# 와카츠키 치나츠
와카츠키 치나츠(일본어: 若槻 千夏, 1984년 5월 28일 ~ )는 일본의 모델, 배우, 아이돌이다.